# Thérèse (film, 1916)
Pour plus de détails, voir Fiche technique et Distribution.
Thérèse est un film suédois réalisé par Victor Sjöström, sorti en 1916.

## Fiche technique
- Titre : Thérèse
- Réalisation : Victor Sjöström
- Scénario : E.V. Juhlström
- Photographie : Henrik Jaenzon
- Pays de production : Suède
- Format : Noir et blanc - Film muet
- Genre : drame
- Durée : 55 minutes
- Date de sortie : 1916

## Distribution
- Lili Beck : Thérèse
- Josua Bengtson (en) : Détective
- Lars Hanson : Gerhard
- Albin Lavén : Rell
- Robert Sterling : Ramb
- Albert Ståhl : Donne
- Mathias Taube (en) : Kembell
- Jenny Tschernichin-Larsson : la mère de Thérèse